# Famille Bourguiba
Cette page explique l’histoire ou répertorie les différents membres de la famille Bourguiba.
Pour les articles homonymes, voir Bourguiba.

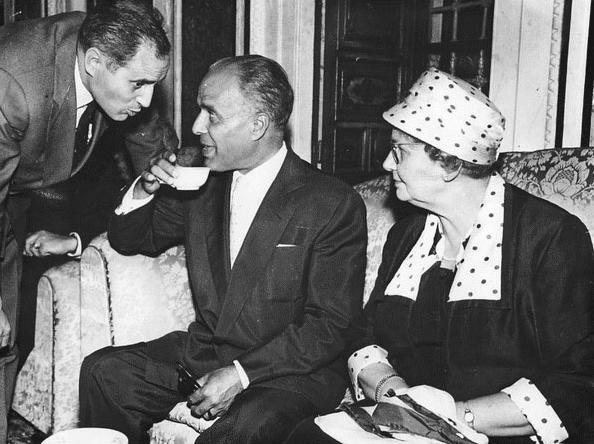
Habib Jr., Habib et Moufida Bourguiba.

La famille Bourguiba est une famille tunisienne connue pour avoir donné le premier président de la République tunisienne, en fonction de 1957 à 1987.

## Personnalités
- Habib Bourguiba (1903?-2000) : Avocat et militant devenu le premier président de la République tunisienne entre 1957 et 1987 ; il a successivement deux épouses : Mathilde Lorain  (1890-1976) puis Wassila Ben Ammar  (1912-1999).
  - (1) Habib Bourguiba Jr. (1927-2009) : Fils de Habib et Moufida Bourguiba, homme politique et diplomate actif durant la présidence de son père ;
  - (2) Hajer Bourghiba (1959- ), nièce de Wassila, adoptée par le couple.

## Galerie

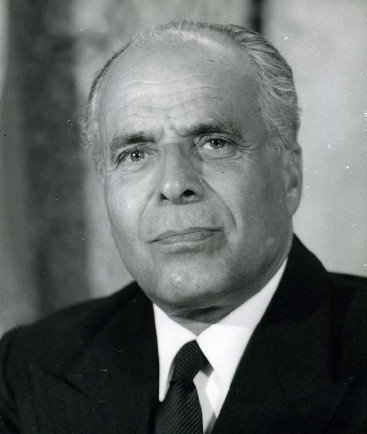
Habib Bourguiba.
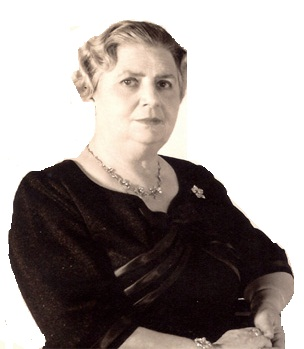
Moufida Bourguiba.
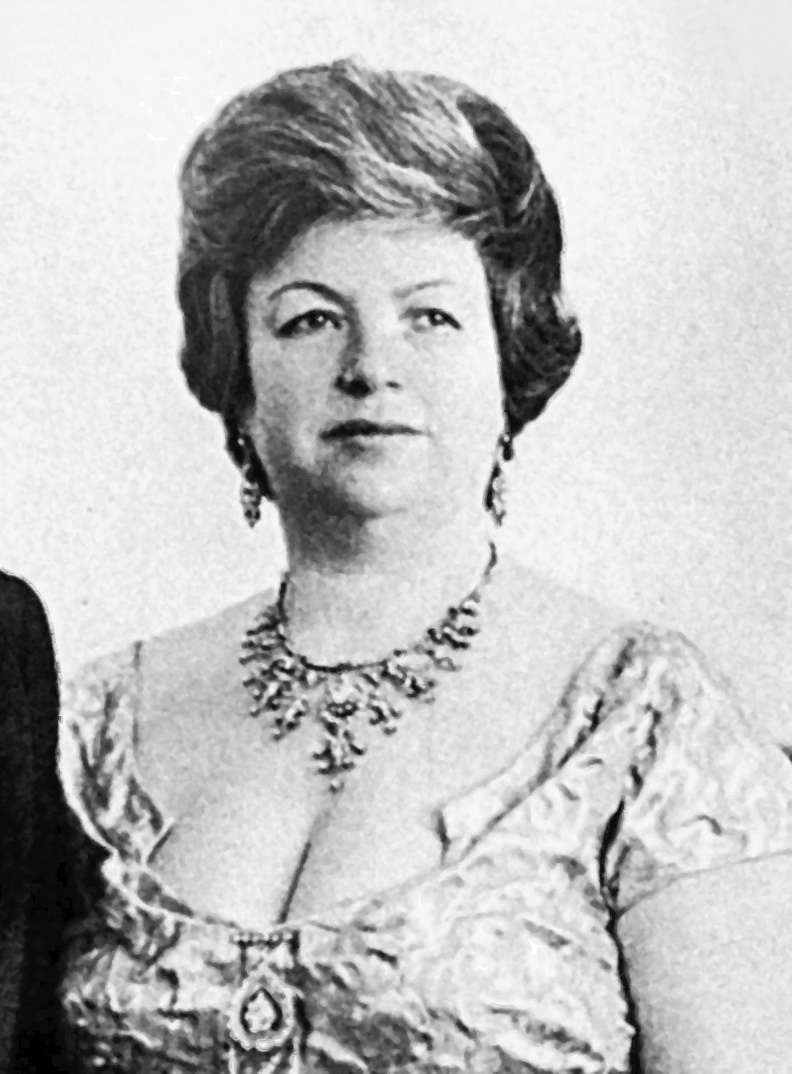
Wassila Bourguiba.
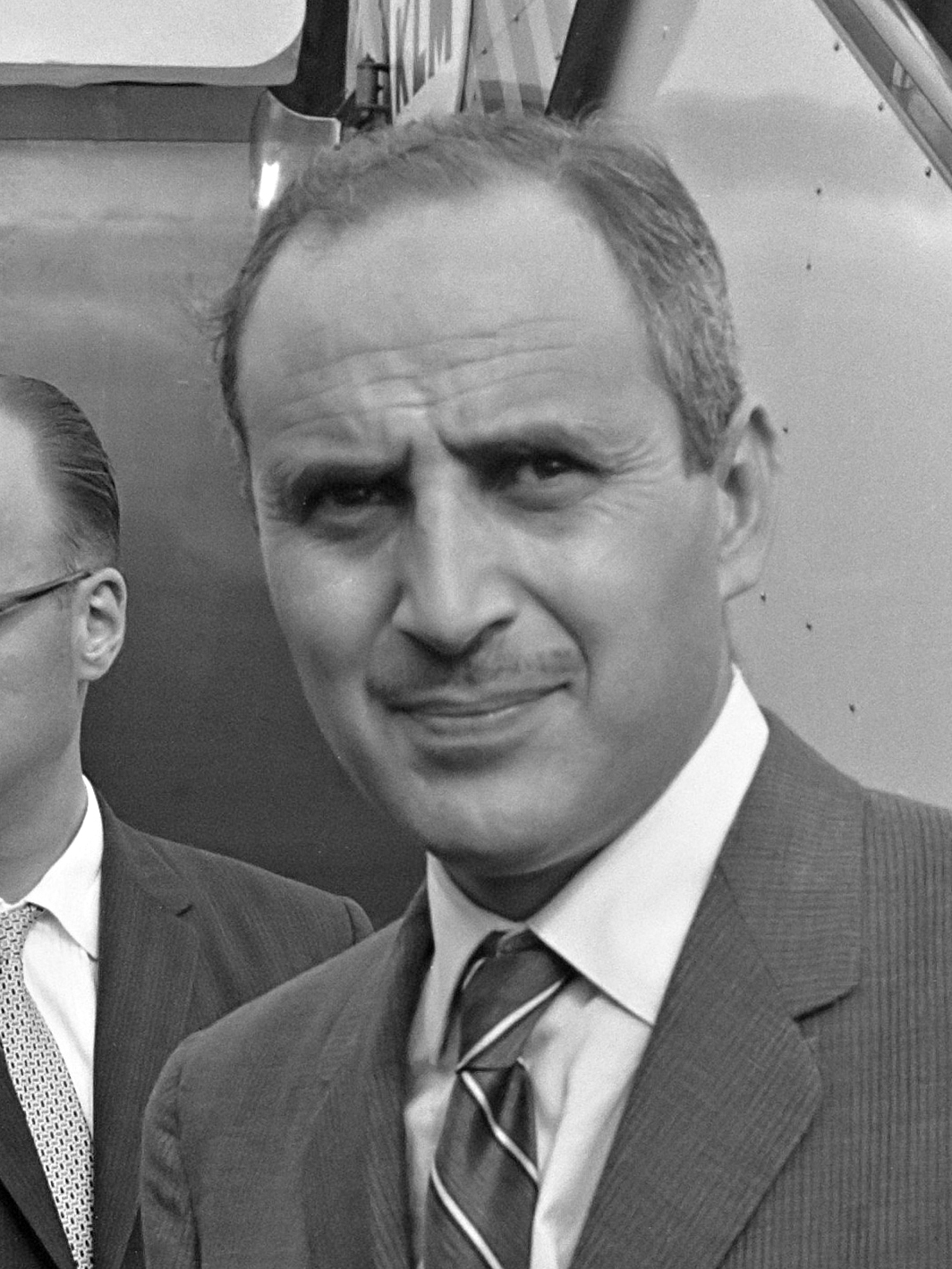
Habib Bourguiba Jr.